# TechRepublic
TechRepublic è una rivista online e una comunità per professionisti informatici, con consigli sulle migliori pratiche e strumenti per le esigenze quotidiane.
È stata fondata nel 1997 a Louisville da Tom Cottingham e Kim Spalding  ed ha debuttato come sito web nel maggio 1999. Il sito è stato acquistato da CNET Networks nel 2001 per 23 milioni di dollari.
TechRepublic fa parte del portafoglio commerciale di CBS Interactive insieme a ZDNet, BNET, SmartPlanet e CBS MoneyWatch .